# Église Saint-Martin de Bazoches-sur-Guyonne
Pour les articles homonymes, voir Église Saint-Martin.
L'église Saint-Martin est une église catholique située dans la commune de Bazoches-sur-Guyonne, dans le département des Yvelines, en France.

## Localisation
L'église se trouve dans le centre du village, le long de la route départementale D13 (Montfort-l'Amaury à l'ouest, Le Tremblay-sur-Mauldre à l'est).

## Historique
Construit au XIIe siècle et peut-être même partiellement déjà au XIe, l'édifice est une des plus anciennes églises des Yvelines, d'architecture romane à vaisseau unique (nef et chœur). Le rez-de-chaussée du clocher est couvert d'une voûte d'ogives de style gothique, et on y trouve un décor d'autel en plâtre qui remonte probablement au XIe siècle. 
L'église est inscrite au titre des monuments historiques par arrêté du 16 juin 2004. 

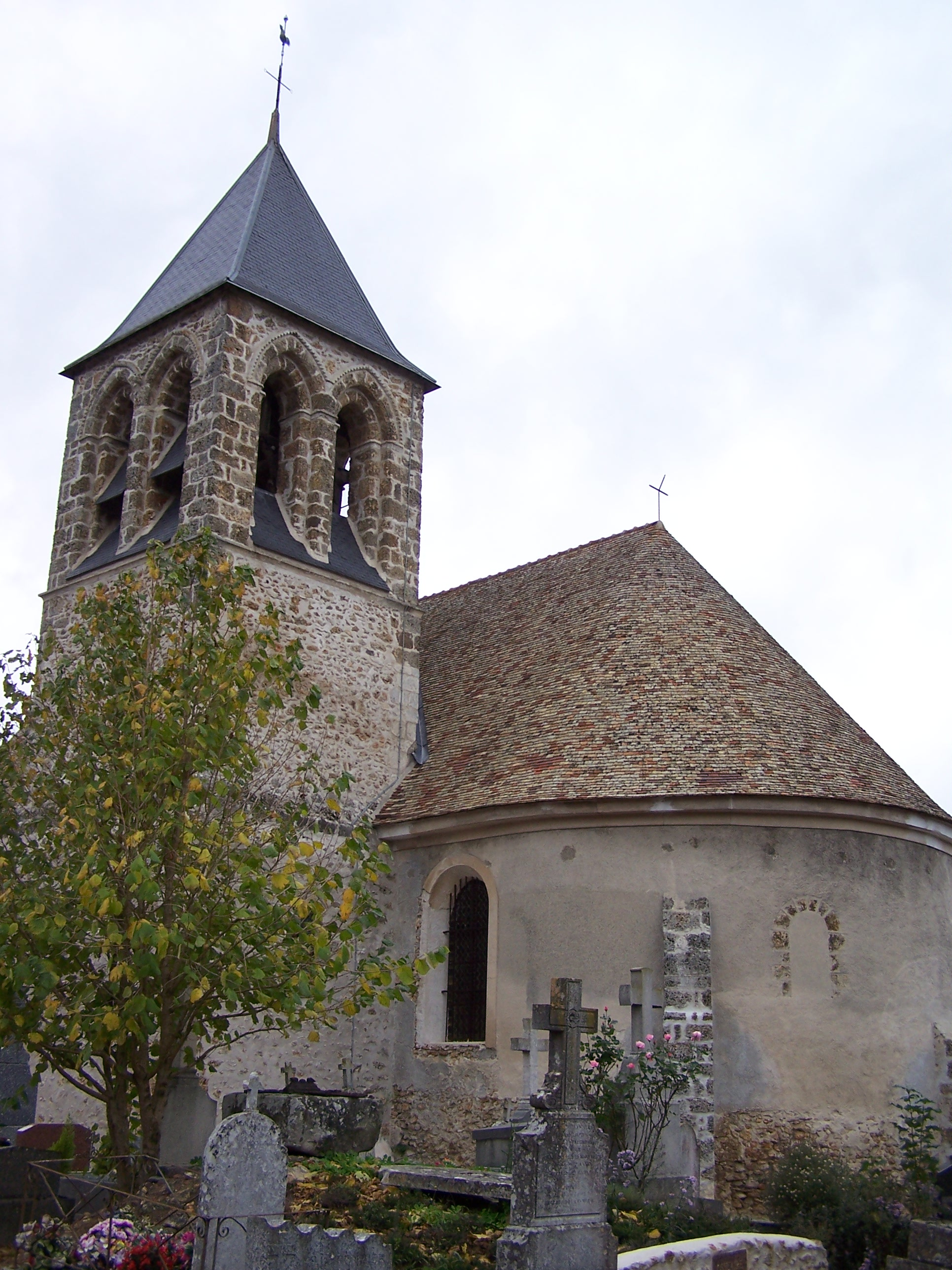
Le chevet à l'ouest (oct. 2006)